# Charles Rodolph Weytingh
Charles Rodolph Weytingh (Paramaribo, 9 juni 1871 – Den Haag, 12 juni 1956) was een Nederlands bestuurder in Suriname.
Hij was de zoon van de uit Nederland afkomstige Herman Weytingh die werkzaam was als gouvernementsambtenaar in Paramaribo en in 1900 in Suriname is overleden.
Charles Rodolph Weytingh was eerst waarnemend districtscommissaris in het district Boven Suriname en Boven Para, daarna vanaf 1908 districtscommissaris van het district Nickerie, en vanaf 1910 had hij dezelfde functie maar dan van het district Beneden-Commewijne. Daarnaast had hij andere functies zoals:
- in 1911 was hij samen met twee andere districtscommissarissen lid van een commissie die advies moest uitbrengen over het aanpassen van het reglement met betrekking tot het bestuur van de districten
- in 1912 werd hij tijdelijk lid van de administratie van de gevangenis Zeelandia
- in 1914 was hij tijdelijk districtscommissaris van Nickerie ter vervangen van de zieke W.H.A. van Romondt; later dat jaar werd J. Boonacker aangesteld als districtscommissaris van Nickerie

Op 20 juli 1925 werd Weytingh, die intussen districtscommissaris van het district Cottica was geworden, waarnemend agent-generaal voor de Immigratie. Weytingh zou in eerste instantie slechts voor één jaar Samuel Henriquez de Granada tijdens diens verlof in Nederland vervangen maar toen De Granada niet meer terugkeerde naar Suriname, bleef Weytingh waarnemend agent-generaal. Op 1 april 1928 werd hij als waarnemend agent-generaal opgevolgd door de districtscommissaris van Nickerie J. Boonacker en nog diezelfde maand vertrok Weytingh met zijn gezin naar Nederland. Ongeveer een jaar later werd Boonacker alweer opgevolgd door A.C. Noordhoek Hegt.
Terug in Nederland heeft Weytingh in de periode van 1938 tot 1942 meerdere artikelen geschreven voor het tijdschrift De West-Indische Gids betreffende de gebiedsdelen Curaçao (huidige Nederlandse Antillen en Aruba) en Suriname. Hij vestigde zich in Den Haag waar hij enkele dagen na zijn 85e verjaardag overleed.

## Trivia
- Zijn broer H.W. Weytingh was als geneesheer werkzaam in Suriname. Hun echtgenotes waren zussen van elkaar.
- Zijn in 1902 in Boven Para geboren zoon van hem heeft dezelfde voornamen: Charles Rodolph
- De familienaam wordt soms ten onrechte zonder 'h' gespeld (Weyting) of met een 'ij' in plaats van 'y' (Weijtingh of Weijting)